# Spear of Destiny
Spear of Destiny es un videojuego de disparos en primera persona para PC publicado el 18 de septiembre de 1992. Es la precuela del famoso videojuego Wolfenstein 3D donde el jugador asume nuevamente el papel de B.J. Blazkowicz en una misión para recuperar la lanza del destino de los nazis después de que fuera robada de Versalles. El videojuego fue creado por id Software, también creadora de otros clásicos como Doom y Quake.

## Historia
La historia trata de una misión, situada en medio de las guerras relámpago europeas, en la cual B.J. Blazkowicz debe internarse en un castillo nazi y recuperar la lanza del destino que ha sido robada por estos. Dicha lanza fue la que perforó a Cristo en la cruz, y de acuerdo a la leyenda, aquel hombre que tenga la lanza en su poder no podrá ser vencido. Al recuperar la lanza, el protagonista entra a una zona infernal y debe derrotar al diabólico Ángel de la Muerte.

## El juego
La interfaz del juego, así como los gráficos, son iguales a su predecesor; pero a diferencia de éste, Spear of Destiny no está dividido en capítulos, y cada cierto número de niveles se debe pelear contra un jefe. En total son 21 niveles, de los cuales es necesario completar 19 para finalizar el juego, ya que los otros dos son niveles secretos a los cuales se puede acceder desde los 17 primeros niveles.
Los enemigos que el jugador debe enfrentar aparte de los jefes incluyen soldados, oficiales nazis, perros de ataque y mutantes. 
En 1994 se publicaron dos nuevas misiones para Spear of Destiny tituladas "Return to Danger" and "Ultimate Challenge". Estas son conocidas como los niveles perdidos, ya que su existencia no es muy conocida. Cada una de ellas consiste de 21 niveles y se introdujeron nuevos gráficos al juego. También se publicó una versión en CD titulada "Spear of Destiny Super CD Package" con los tres episodios.
A diferencia de Wolfenstein 3D, Spear of Destiny no contó con una versión shareware. En su lugar se publicó un demo en el que se podían jugar dos niveles. El código fuente de Spear of Destiny fue publicado en 1999 lo que hizo posible que se llevara a otras plataformas como Linux por parte de los fanáticos de la serie.

### Jefes
- Trans Grosse - Es el hermano de Hans y Gretel, e igual de perverso. Lleva dos ametralladoras.

- Barnacle Wilhelm - Un importante oficial en el plan de Hitler para obtener el poder de la lanza del destino. Después de infiltrarte en su guarida, debes detenerlo para evitar que Hitler gane el control. Es similar al General Fettgesicht y lleva una ametralladora y un lanzamisiles.

- Ubermutant - La creación más grande y peligrosa del Dr. Schabbs. Es una máquina asesina y lleva una ametralladora montada en su pecho al igual que numerosas armas afiladas. También es extremadamente veloz.

- Death Knight - Un oponente extremadamente peligroso que protege la lanza del destino. Lleva dos ametralladoras y dos lanzacohetes montados en sus hombros, al igual que lleva un aparato para su ojo que le permite apuntar sus misiles. Es el jefe más difícil de toda la serie Wolfenstein.

- Angel of Death (Ángel de la Muerte) - Después de hacerte con la lanza del destino eres transportado a un área infernal donde tienes que enfrentar al Ángel de la Muerte, una entidad monstruosa que cuida de la lanza. Es el último jefe en el juego y sus rayos verdes son bastante poderosos.